# Ronderosia dubius
Ronderosia dubius är en insektsart som först beskrevs av Bruner, L. 1906.  Ronderosia dubius ingår i släktet Ronderosia och familjen gräshoppor. Inga underarter finns listade i Catalogue of Life.